# São João de Meriti
São João de Meriti je město a obec (município) ve východní Brazílii ve státě Rio de Janeiro. Město patří k nejhustěji zalidněným v Jižní Americe. Osada na místě nynějšího města byla založena v roce 1647, v roce 1931 obdržela statut města. Je součástí regionu Velkého Ria. Nachází se 23 km od Ria.
Základními odvětvími ekonomiky jsou rostlinná a živočišná výroba, výroba kůží, hutní a chemický průmysl.